# 陸貽吉
陸貽吉（？—1657年），字静茀，江南虞山人。明末清初政治人物。

## 生平
明崇禎十五年（1642年），陸貽吉舉壬午科應天鄉試第三名，崇禎十六年（1643年）聯捷癸未科進士，工部觀政，弘光元年授工部虞衡司主事。入清後官至吏科給事中，顺天丁酉科场案爆發，與李振邺同被處以極刑。妻、子均被發配上陽堡為奴。
据吳偉業《吾谷行》注與王应奎《柳南随笔》，陸贻吉實姓严，为严讷裔孙。

## 家族
曾祖陸怡，徵仕郎。祖父陸詩，陕西布政司經歷。父陸演，太學生。恩抚父陸祥致